# August Johansson i Dingle
Olof August Johansson (i riksdagen kallad Johansson i Dingle), född 30 januari 1844 i Svarteborgs församling, Göteborgs och Bohus län, död där 20 december 1915, var en svensk lantbrukare och riksdagsledamot (lantmannapartist).
Johansson var ledamot av riksdagens andra kammare 1894–1898, invald i Tunge, Sörbygdens och Sotenäs härads valkrets. Han var ordförande i Svarteborgs kommunalnämnd 1889–1892.